# Libertad Leal Zapata
Libertad Leal Zapata (Monterrey, Nuevo León, 22 de marzo de 1940 - 12 de agosto de 1993) fue una abogada mexicana, reconocida por ser la primera mujer juez en materia Familiar y la primera Magistrada de la Quinta Sala de lo Familiar en el Tribunal Superior de Justicia del Estado de Nuevo León. Recibió el galardón en las medallas al Mérito Cívico en materia de justicia en el año 1993 y una placa conmemorativa post mortem en las puertas del Palacio de Justicia en 2020.

## Estudios
Estudió en la escuela primaria “Abelardo L. Rodríguez” en Monterrey, una carrera técnica de secretaria, donde aprendió taquimecanografía. Posteriormente continuó su formación académica en la Preparatoria n.1 de la Universidad Autónoma de Nuevo León.
En 1966 se graduó de la carrera de Leyes en la facultad de Derecho y Ciencias Sociales de la Universidad Autónoma de Nuevo León, hoy conocida como la Facultad de Derecho y Criminología, con la tesis académica La suplencia de la queja en amparo que se encuentra actualmente en la biblioteca de la facultad. Fue la primera persona de su familia en recibir una carrera profesional.
Ya que solo había 8 alumnas mujeres, en comparación a los hombres que superaban los 150 inscriptos, se creó una red de apoyo mutuo que inspirará a Libertad Zapata en el futuro a organizar grupos de alumnas para asesoramiento jurídico a familias de escasos recursos en problemas con pocos trámites legales.

## Trayectoria
Comenzó como meritoria en el Juzgado Primero Penal de Monterrey en 1962, siendo una de las primeras mujeres en el ambiente judicial. Además de trabajar como escribiente y secretaria en el juzgado.
Desempeñó como diputada en el Distrito Local 14 con sede en el Municipio de Guadalupe con el Partido Revolucionario Institucional de 1973 a 1976, convirtiéndose en la tercera mujer diputada local en la 60 legislatura.
En 1977 ocupa el cargo de juez del Juzgado Segundo Familiar de Monterrey gracias a la invitación del Dr. Pedro Zorrilla. Junto con la Lic. Leonor Zavala Pompa y Lic. Mauro Cruz, los tres se encargarían de los juicios en materia familiar en Nuevo León.
Su enfoque durante su tiempo como jueza fue la protección de los derechos humanos de las familias, especialmente de los niños, así como la protección, seguridad, convivencia y la unidad dentro de las mismas.
En 1983 el exgobernador Alfonso Martínez Domínguez la designa como la primera Magistrada de la Quinta Sala de lo Familiar en el Tribunal Superior de Justicia del Estado de Nuevo León. Es reconocida por varios magistrados y personal de la sala de esta época como la mujer que los formó en la carrera judicial bajo estrictos principios. Fue magistrada cuando se inauguró el actual edificio del Tribunal Superior de Justicia de Nuevo León.
Fue pionera de temas de amparo y recepción de pruebas que demostraran la verdad de los expedientes. También tuvo un interés por la ecología, liderando un grupo de mujeres que se aseguraron que el Cerro de la Silla fuera considerado Patrimonio Nacional.
En 1992, Libertad Zapata se retiró como magistrada por problemas de salud. Aun así, siguió ejerciendo actividades jurídicas en Nuevo León, entre ellas, fue una de las fundadoras de la Comisión Estatal de Derechos Humanos.
Declinó la oportunidad de ser Presidenta del Tribunal por su delicado estado de salud, misma razón por la cual se retiró. Un año después de salir del Tribunal, Libertad Leal Zapata falleció el 12 de agosto de 1993 a los 53 años de edad a causa de un cáncer terminal muy agresivo.

## Premios y Reconocimientos
- (1993) El galardón en las medallas al Mérito Cívico en materia de justicia.
- (2020) Reconocimiento post mortem: una placa conmemorativa por el gobernador Benjamín Clariond Reyes y la licenciada María Teresa Herrera en las puertas del Palacio de Justicia.[5]